# Choeromorpha polyspila
Choeromorpha polyspila är en skalbaggsart som först beskrevs av Francis Polkinghorne Pascoe 1885.  Choeromorpha polyspila ingår i släktet Choeromorpha och familjen långhorningar. Inga underarter finns listade i Catalogue of Life.